# Axel P. Jensen
Axel Peder Jensen (født 28. september 1885 i Kerteminde, død 12. juni 1972 i Virum) var en dansk maler, som er særlig kendt for sine landskabsmalerier, der havde nye motiver og stærkere farver i forhold til tidligere værker af Fynboerne.
Han var født på Fyn, men flyttede som barn med sine forældre til Vester Hjermitslev i Vendsyssel, hvor hans far fik arbejde som skolelærer. Som 15-årig kom Jensen i malerlære. Den sidste del af denne uddannelse tog han frem til 1907 på teknisk skole i Aalborg, og begyndte i samme periode i stigende grad at tegne og arbejde med maleriet - bl.a. med motiver fra området omkring Aalborg. I 1907 bliver han på anbefaling af Fritz Syberg optaget på Zahrtmanns Skole i København, hvor han studerende sammen med bl.a. Jais Nielsen og Olaf Rude.
I Århus Centralpostbygning udførte han 13 vægmalerier i perioden 1931-33, de blev renset og retoucheret i 1994.
Han modtog Eckersberg Medaillen i 1926 og Thorvaldsen Medaillen i 1946.

## Kendte værker
- Tørvegravere i Store Vildmose, 1908
- Graa Vinterdag i Vendsyssel, 1910
- Moder og Barn
- Pariserinde med Hunde, 1911
- Gammel Port ved Meudon
- Italiensk Foraar, San Gimignano, 1921
- Vestjysk Landskab
- Sigurd Næsgaard, 1924
- Uvejr over Klitten, 1928
- Pirupshvarre, 1928
- Udkanten af en Klitplantage, 1929
- Klitlandskab med forblæste Graner, 1931
- Vinterdag, Vestrupgaard, 1937
- Vinter ved Vestrupgaard, 1942
- Landskab med Skyer, Store Vildmose, 1957
- Landskab med blomstrende Frugttræer, 1958
- Foraarsdag, Virum